# William Murphy (calciatore)
William Murphy (29 gennaio 1974) è un ex calciatore nordirlandese, di ruolo difensore.

## Palmarès
- IFA Premiership: 9

Linfield: 1999-2000, 2000-2001, 2003-2004, 2005-2006, 2006-2007, 2007-2008, 2009-2010, 2010-2011, 2011-2012
- Irish Cup: 7

Linfield: 2001-2002, 2005-2006, 2006-2007, 2007-2008, 2009-2010, 2010-2011, 2011-2012
- Irish Football League Cup: 6

Linfield: 1997-1998, 1998-1999, 1999-2000, 2001-2002, 2005-2006, 2007-2008
- Setanta Sports Cup: 1

Linfield: 2005